# 莱索斯港
莱索斯港（葡萄牙語：Leixões）是一个葡萄牙的重要港口，位于杜罗河河口以北4公里处。位于马托西纽什，并且靠近波尔图。